# Javier Garza Sepúlveda

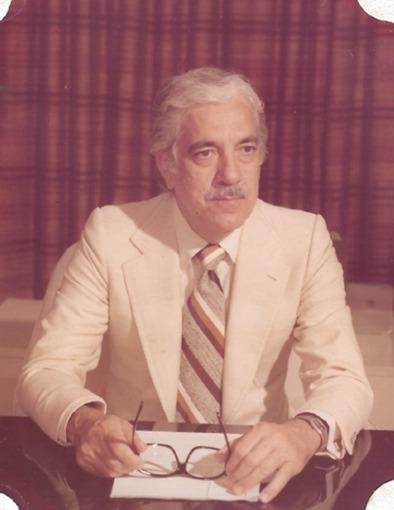

Javier Garza Sepúlveda (Monterrey, Nuevo León, 3 de diciembre de 1927 – Ibídem, 9 de marzo de 2004) fue un empresario mexicano hijo de Isaac Garza Sada y de María Aurora Sepúlveda a quien se le conoce como el fundador del Grupo Gentor. Casado con Nora Calderón Ayala con la que tuvo dos hijos Javier Garza Calderón y Nora Garza Calderón. Así mismo es primo hermano de Don Eugenio Garza Lagüera.
En el año de 1953, fundó un pequeño establecimiento que ofrecía carnes selectas y abarrotes a los 10 años 6 tiendas de autoservicio, y en 1966 la actividad de Garza Sepúlveda se organizó en un grupo bajo el nombre de Inversora Comercial.
Para ubicar un poco el origen de Javier Garza Sepúlveda habría que remontarse hasta la muerte del fundador de la Cervecería Cuauhtémoc y su sucesión en favor de sus hijos Eugenio, Roberto e Isaac Garza Sada, quienes habrían de darle perfil de emporio con el nombre de grupo Industrial Monterrey que meses después de la muerte trágica del primero, en septiembre de 1973, se dividió en dos vertientes: FEMSA y Alfa. La primera fue para Eugenio Garza Lagüera y la segunda para Bernardo Garza Sada, hijos a su vez de Eugenio y Roberto. Por circunstancias desconocidas, al hijo de Isaac Garza Sada, Javier Garza Sepúlveda, solo le tocó un paquete de acciones de Visa y otro de Alfa.
Para 1976, Inversora Comercial cambió el nombre de la organización a Grupo Gentor. Incursionando en diversos negocios que se convirtieron en proveedores de las mismas tiendas Astra, por ejemplo la producción de zapatos y uniformes industriales, productos para la limpieza del hogar y de artículos de belleza, ropa y alimentos preparados, incluso se crearon empresas para la engorda de ganado y el cultivo de hortalizas.
La cadena Astra y Auto descuento llegó a contar con 29 tiendas desde Matamoros hasta Tijuana, sin embargo, todas fueron vendidas en 1987 al Grupo Gigante.
Por estas fechas, el empresario protagonizó un conflicto legal por la adquisición de acciones del Grupo VISA, que le habrían dado control mayoritario de la empresa.
Sin embargo, se resolvió que aun cuando existía un contrato de compraventa con su primo David Garza Lagüera, las acciones debían venderse a través de la Bolsa, por lo que sus demandas no procedieron.
Posteriormente, acusó al Grupo de malos manejos en la fusión de Femsa y Cervecería Cuauhtémoc y se retiró de la empresa en 1989, vendiendo las acciones en 1991 mediando el Secretario de Hacienda, Pedro Aspe, y el presidente Carlos Salinas de Gortari.
En 1990, Garza Sepúlveda a través de Gentor participó en la licitación para la adquisición de TELMEX, pero perdió ante la apuesta de Carlos Slim.
En 1992 inició la investigación en el ramo de generación eléctrica a través de Grupo Gentor y posteriormente anunció inversiones millonarias en México y el extranjero para plantas móviles de cogeneración a través de su subsidiaria SEISA.
También en el ramo energético, destaca la asociación de Gentor con Simeprodeso, del Gobierno del Estado, para la generación de energía eléctrica a partir de basura, proyecto que entró en operación el año 2003.
En el año 2001 fue desincorporada del Grupo la empresa Propie, de calzado, que contaba con plantas en Salinas Victoria y El Carmen, así como en León.
Cabe destacar que Grupo Domos, operado por su hijo Javier Garza Calderón, adquirió el 49 por ciento de la Telefónica Cubana en 1994, desafiando a las leyes estadounidenses que establecían que invertir en la isla era causa de que se negara la entrada a su país. Posteriormente la familia se retiró de este negocio.
Javier Garza Sepúlveda, fallece por complicaciones de una embolia el 9 de marzo de 2004 a la edad de 77 años.
- Datos: Q5927782